# HMX-1
Marine Helicopter Squadron 1 (Vrtulníková peruť Námořní pěchoty 1), obvykle zkracovaná HMX-1, je peruť letectva Námořní pěchoty Spojených států amerických, která zodpovídá za vzdušnou přepravu prezidenta Spojených států a dalších významných představitelů výkonné moci USA. Její stroj přepravující prezidenta užívá volací znak Marine One.
Útvar původně vznikl v roce 1947 jako experimentální jednotka k testování vrtulníků, tehdy nově zaváděných do výzbroje Námořní pěchoty Spojených států amerických.